# Litte
Die Litte, auch Litt- oder Littewasser genannt, ist ein Nebenfluss des Großschweidnitzer Wassers in Sachsen.

## Verlauf
Die Litte entsteht aus zwei Quellbächen, die sich an der Kleindehsaer Mühle vereinigen.
- Der rechte davon ist die Wiesenlitte, sie entspringt in 360 m ü. NN im Cunewalder Ortsteil Halbau und fließt durch Kleindehsa.
- Die Waldlitte entspringt zwischen dem Hochstein (542 m) und dem Richtersberg im östlichen Teil der Czornebohkette bei den Buschhäusern und verläuft zwischen den Dörfern Kleindehsa und Großdehsa.

Nach dem Zusammenfluss verläuft die Litte nach Südosten und umfließt den Bubenik. Der weitere Lauf führt südlich des Fuchsberges (345 m) und des Lärchenberges (331 m). Im unteren Fließabschnitt kreuzt sie die Staatsstraße 151 in der Nähe des Landhaus Schminke und fließt am Nonnenberg (315 m) bei Großschweidnitz vorbei, wo sie scharf nach Süden biegt und um das Gelände des Landeskrankenhauses und des Rittergutes herum zum Großschweidnitzer Wasser zufließt. Die Litte hat eine Gesamtlänge von 9 km.

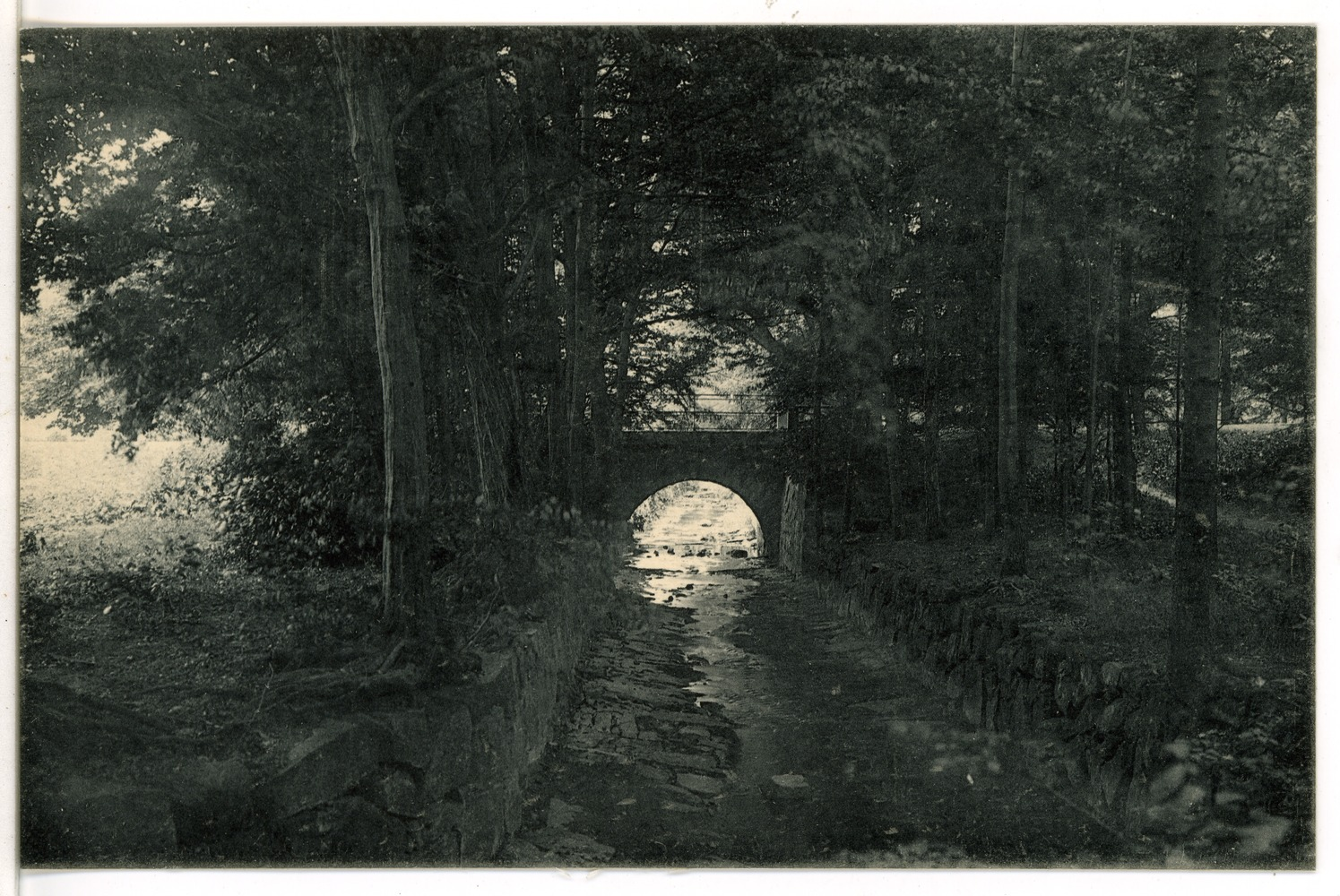
Die Litte am Rittergut Großschweidnitz 1913.

## Zuflüsse
In die Litte münden mehrere Bäche, die ausschließlich aus westlicher Richtung zufließen. Aus Streitfeld kommend mündet das Streitfelder Wasser, von Lawalde das Laubaer Wasser, das mitunter auch Alte Litte genannt wird. Der letzte bedeutende Zufluss ist das Sandwasser, gelegentlich auch als Neißwasser bezeichnet, das nördlich des Fachkrankenhauses aus westlicher Richtung einmündet. Die Ursache dafür ist die in früherer Zeit erfolgte Ausspülung eines neuen Fließbettes im Westen und Süden des Höhenzuges zwischen Bubenik, Fuchsberg und Lärchenberg im Lößlehmboden. Dadurch entstand aus den ursprünglichen Zuflüssen der Seltenrein ein losgelöstes Gewässersystem.

## Umwelt
Kennzeichnend für die Litte ist ihr naturbelassener Lauf, an dem bis Großschweidnitz außer der Kleindehsaer Mühle keine Ansiedlung liegt. Der Oberlauf wird von Feuchtwiesen gesäumt, die unterhalb des Bubenik in eine Laubwaldvegetation übergehen, in der seltene Pflanzenarten zu finden sind.